# ジュマ (サマルカンド州)
ジュマ (ラテン文字:Juma、ウズベク語: Juma / Жума、ロシア語: Джума) はウズベキスタン・サマルカンド州の都市である。州都のサマルカンドからは西北西に約30kmの地点に位置する。2012年の人口は22,180人となっている。

## 概要
1973年に都市として設立された。街の主な産業は織物産業である。街にはサマルカンドとナヴァーイーを結ぶウズベキスタン鉄道の駅がある。